# Miss Italia 1988

Il momento dell'incoronazione

Miss Italia 1988 si è svolta a Salsomaggiore Terme e si è conclusa il 3 settembre 1988. Il concorso è stato condotto per la prima volta da Fabrizio Frizzi, in diretta da Salsomaggiore Terme su Rai Uno, con la direzione artistica e l'organizzazione di Enzo Mirigliani e con la collaborazione della RAI. Presidente della giuria artistica era Gianni Boncompagni che ha incoronato la vincitrice del concorso, la ventiseienne Nadia Bengala di Siracusa. La Bengala era la concorrente anagraficamente meno giovane in gara.

## Risultati
| Risultato finale                    | Concorrente             |
| ----------------------------------- | ----------------------- |
| Miss Italia 1988                    | - – Nadia Bengala       |
| 2ª classificata                     | - – Laura Stevanella    |
| 3ª classificata                     | - – Patrizia Bevilacqua |
| 4ª classificata                     | - – Mariella Sibilano   |
| 5ª classificata                     | - – Katia Salvioli      |
| 6ª classificata                     | - – Sabrina Jencinella  |
| Miss Eleganza                       | - – Simona Donalisio    |
| Miss Cinema                         | - – Viviana Natale      |
| Miss Linea Sprint                   | - – Danila De Minicis   |
| Miss Topsy Girl                     | - – Nadia Bengala       |
| Miss Mascotte (titolo senza valore) | - – Jessi Calzà         |

## Finaliste
01) Eliana Spinelli (Miss Piemonte)

02) Daniela Villa (Miss Valle d'Aosta)

03) Arabella Biscaro (Miss Liguria)

04) Tatiana Bertolini (Miss Trentino Alto Adige)

05) Monica Meneghetti (Miss Triveneto)

06) Mery Sist (Miss Veneto)

07) Katia Salvioli (Miss Emilia)

08) Roberta Grappasonni (Miss Umbria)

09) Sabrina Jencinella (Miss Marche)

10) Patrizia Bevilacqua (Miss Lazio)

11) Mariella Sibilano (Miss Puglia)

12) Milena Giardina (Miss Sicilia)

13) Enrica Rapalino (Miss Muretto d'Alassio)

14) Laura Rizzardini (Miss Bella dei Laghi)

15) Jessi Calzà (Miss Cinema Liguria)

16) Susanna Agnese (Miss Cinema Lombardia)

17) Laura Speranza (Miss Cinema Trentino Alto Adige)

18) Emanuela Nobile (Miss Cinema Triveneto)

19) Maria Pettener (Miss Cinema Friuli Venezia Giulia)

20) Danila De Minicis (Miss Cinema Romagna)

21) Barbara Paci (Miss Cinema Toscana)

22) Lara Ripari (Miss Cinema Marche)

23) Tonia Grande (Miss Cinema Puglia)

24) Silvia Buono (Miss Cinema Sardegna)

25) Simona Torpnis (Miss Eleganza Piemonte)

26) Roberta Casson (Miss Eleganza Friuli Venezia Giulia)

27) Monica Vigoni (Miss Eleganza Toscana)

28) Sonia Brunelli (Miss Eleganza Umbria)

29) Luciana Marcelli (Miss Eleganza Abruzzo)

30) Daniela Russo (Miss Eleganza Puglia)

31) Nadia Bengala (Miss Eleganza Sardegna)

32) Roberta Pettenuzzo (Ragazza in Gambissima Piemonte)

33) Elisabetta Vogado (Ragazza in Gambissima Liguria)

34) Cristina Bertasi (Ragazza in Gambissima Trentino Alto Adige)

35) Laura Stevanella (Ragazza in Gambissima Veneto)

36) Miriam Cargnato (Ragazza in Gambissima Romagna)

37) Silvia Rosa (Ragazza in Gambissima Umbria)

38) Mira Sentelia (Ragazza in Gambissima Lazio)

39) Tiziana Randazzo (Ragazza in Gambissima Sicilia)

40) Michela Bochicchio (Ragazza in Gambissima Sardegna)

41) Federica Casanova (Miss Linea Sprint Verona)

42) Sabrina Dalcengio (Miss Linea Sprint Vicenza)

43) Csaba Dalla Zorza (Miss Linea Sprint Abruzzo)

44) Gabriella Di Giacomantonio (Miss Linea Sprint Umbria)

45) Paola Di Rienzo (Miss Linea Sprint Lazio)

46) Simona Donalisio (Miss Linea Sprint Romagna)

47) Paola Eccell (Miss Linea Sprint Trento)

48) Giorgia Galli (Miss Linea Sprint Marche)

49) Annamaria Malipiero (Miss Linea Sprint Veneto)

50) Elisabetta Mazzocchi (Miss Linea Sprint Milano)

51) Marina Midali (Miss Linea Sprint Liguria)

52) Roberta Palin (Miss Linea Sprint Piemonte)

53) Sabrina Pasquali (Miss Linea Sprint Lombardia)

54) Cristina Staal (Miss Linea Sprint Lazio)

55) Dania Brioschi (Miss Modella Domani Lombardia)

56) Francesca Contu (Miss Modella Domani Sardegna)

57) Francesca Fiolo (Miss Modella Domani Veneto)

58) Maria Rita Giovanelli (Miss Modella Domani Toscana)

59) Viviana Natale (Miss Modella Domani Sicilia)

60) Debora Zapparata (Miss Modella Domani Abruzzo)

61) Lorella Landi (Miss Modella Domani Campania)

62) Paola Mercurio (Miss Cinema Campania)